# Youth (film 1915)
Youth è un cortometraggio muto del 1915 diretto da Harry Handworth. Prodotto dalla Vitagraph Company of America su una sceneggiatura di Lanier Bartlett, fu il debutto sugli schermi statunitensi per la danese Valda Valkyrien.

## Produzione
Il film fu prodotto dalla Broadway Star Features (Vitagraph Company of America).

## Distribuzione
Distribuito dalla General Film Company, il film - un cortometraggio in tre bobine - uscì nelle sale cinematografiche statunitensi il 9 ottobre 1915.